# Натрієво-сірчаний акумулятор
Натрієво-сірчаний акумулятор — це різновид електричних акумуляторів на розплавленій солі, що складається з рідких натрію (Na) та сірки (S). Він забезпечує високу щільність енергії, високий коефіцієнт корисної дії при заряджанні/розряджанні (89–92%), велику кількість циклів заряджання/розряджання та виготовляється з недорогих матеріалів. Однак через високі робочі температури від 300 до 350 °C і високу корозійність полісульфідів натрію такі батареї в основному придатні для масштабних стаціонарних застосувань, таких як сховище енергії для електричних мереж.

## Конструкція
Типовий натрієво-сірчаний акумулятор має мембрану з твердого електроліту між анодом і катодом на відміну від рідкометалічних акумуляторів, у яких анод, катод та мембрана є рідкими.
Комірка зазвичай має циліндричну структуру. Уся комірка розміщена у сталевому корпусі, захищеному зсередини хромом або молібденом від корозії. Цей зовнішній контейнер працює як позитивний електрод, тоді як рідкий натрій працює як негативний електрод. Контейнер закривається кришкою з оксиду алюмінію. Основною частиною комірки є мембрана з бета-алюмінієвого твердого електроліту, який вибірково проводить іони Na+. Комірка стає більш економічною зі збільшенням розміру. У комерційних виробах комірки зібрані у блоки для кращого збереження тепла та поміщені у вакуумно-ізольовані блоки.

## Хімічні процеси
Під час фази розряджання натрій служить анодом, віддаючі електрони у зовнішній ланцюг. Натрій відділений бета-алюмінієвим циліндром від розплавленої сірки з інертним металом, який слугує катодом. Сірка поглинається пористим вугіллям.
Бета-алюмінієвий твердий електроліт є гарним провідником іонів натрію, але поганим провідником електронів, за рахунок чого акумулятор уникає саморозряду. Коли натрій віддає електрон, іон Na+ мігрує до контейнера з сіркою. Електрон проходить від розплавленого натрію на контакт, через електричний ланцюг і назад до контейнера з сіркою. Там електрон взаємодіє з сіркою, утворюючи іон полісульфідів Sn2−. Процес розряду може бути представлений рівнянням:
2 Na + 4 S → Na2S4
Одна комірка забезпечує напругу близько 2 вольт.
Під час розряджання рівень натрію падає. Під часзаряджання відбувається зворотній процес. Після запуску тепла, яке виділяється про заряджанні та розряджанні, достатньо для підтримання робочої температури, і зазвичай, стороннього джерела тепла не потрібно.

## Безпека
Чистий натрій є небезпечним, оскільки самозаймається при контакті з повітрям та вологою, отже система має бути захищеною від вологи та окисної атмосфери.

### Випадок на станції Цукуба 2011
21 вересня 2011 року батареї натрієво-сірчаних акумуляторів, виготовлених NGK Insulators, встановлених на станції Цукуба, загорілися. NGK Insulators тимчасово припинила виготовлення батарей натрієво-сірчаних акумуляторів.

## Розробка

### Сполучені Штати Америки
Компания Ford Motor Company була першою у використанні натрієво-сірчаних акумуляторів у 1960-х для живлення ранніх моделей електромобілів.
У 2009 компанією Ceramatec була розроблена нова мембрана NASICON, яка дозволяє роботу акумулятора при температурі 90 °C, при цьому усі компоненти залишаються у твердому стані.
У 2014 дослідники ідентифікували цезій-натрієвий сплав, який забезпечує працездатність акумулятора при 150 °C і має ємність 420 міліампер-годин на грам. Новий матеріал при цьому здатний огортати і змочувати твердий електроліт. Після 100 циклів заряджання/розряджання тестова батарея зберегла близько 97 % початкової ємності. Менша робоча температура дозволяє використовувати дешевший полімерний корпус замість сталі, компенсуючи зростання витрат, пов’язаних з використанням цезію.

### Японія
Натрієво-сірчаний акумулятор був одним з чотирьох типів акумуляторів, відібраних в ролі кандидатів для інтенсивного дослідження Міністерством зовнішньої торгівлі та промисловості Японії в рамках проекту «Місячне сяйво» у 1980. Метою цього проекту було створення пристрою для тривалого зберігання енергії, який відповідає наведеним нижче критеріям протягом 10-річного проекту.
1. 1 000 кВт
2. 8 годин заряджання/8 годин розряджання при визначеному навантаженні
3. Коефіціент корисної дії 70 % або краще
4. Строк експлуатації 1500 циклів або краще

Три інших типа акумуляторів, які були удосконалені свинцево-кислотний, ванадієвий проточний, та цинк-бромний акумулятори.
Консорціум у складі TEPCO та NGK Insulators Ltd.) заявили про зацікавленість у дослідженні натрієво-сірчаного акумулятора у 1983 стали основною рушійної силою розробки цього типу акумуляторів. TEPCO вибрав натрієво-сірчаний акумулятор, тому що всі його складові елементи (натрій, сірка та кераміка) можуть бути в достатку знайдені в Японії. Перші польові випробування великомасштабного прототипу мали місце на підстанції TEPCO Цунашима між 1993 та 1996 з використанням 3×2 МВт, 6,6 кВ батарей. На основі результатів випробувань були розроблені удосконалені батареї, які стали доступні для комерційного використання у 2000. Властивості комерційних батарей:
1. Ємність: 25–250 кВт на батарею
2. Коефіціент корисної дії 87 %
3. Строк експлуатації 2500 циклів при 100 % розряді, або 4500 циклів при 80 % розряді.

З 2008 батареї натрієво-сірчаних акумуляторів виготовляються тільки консорціумом NGK/TEPCO, який випускає їх на 90 МВт ємності щороку.
Існує демонстраційний проект з використанням батарей натрієво-сірчаних акумуляторів виробництва NGK Insulators на вітровому парку Japan Wind Development Co.’s Miura у Японії. Japan Wind Development відкрила вітрову ферму потужністю 51 МВт, яка включає 34 МВт систему натрієво-сірчаних акумуляторів у префектурі Futamata in Aomori у травні 2008.
З 2007, 165 МВт ємності встановлено у Японії, і NGK анонсувала плани у 2008 розширити вихід фабрики з виробництва натрієво-сірчаних акумуляторів з 90 МВт до 150 МВт на рік  (Джерело японською, однак наявні деякі картинки)
Xcel Energy анонсувала випробування батареї для сховища енергії для вітрової ферми, яка складається з дванадцяти 50 кВт батарей натрієво-сірчаних акумуляторів виробництва NGK Insulators Ltd, Японія.
У березні 2011 Sumitomo Electric Industries та Kyoto University анонсували, що вони розробили низькотемпературну натрій-іонну батарею на розплавленій солі, яка може постачати енергію вже при 100 °C. Батареї мають щільність енергії, вдвічі більшу, ніж Li-іонні і значно меншу вартість. CEO Sumitomo Electric Industry Масайоші Мацумото заявив, що компанія планує почати виробництво у 2015. Першими застосуваннями є будівлі та автобуси.

### Проблеми
Корозія ізоляторів визнано проблемою у суворому хімічному середовищі, оскільки вони починають проводити струм, за рахунок чого збільшується саморозряд. Дендрити натрію також можуть бути проблемою.

## Застосування

### Сховище енергії для електромереж
Як зазначено вище, натрієво-сірчані акумулятори можуть бути розгорнуті для підтримки електричної мережі. У 2010 у Президіо, Техас, побудовано найбільшу у світі натрієво-сірчану батарею, яка забезпечує 4 МВт потужності протягом восьми годин, коли міська лінія електропередач не працює. У деяких ринкових умовах натрієво-сірчані акумулятори можуть використовуватись для енергетичного арбітражу (заряджтися коли електроенергія дешева, і розряджатися, коли дорога) та регулювання напруги. Натрієво-сірчані акумулятори можуть використовуватись для підтримки генерації електроенергії з відновлюваних джерел, особливо з вітрових ферм та сонячних батарей. У випадку вітрової ферми акумулятори можуть використовуватись у періоди сильного вітру і низького споживання енергії. Накопичена енергія може бути отримана при розряджанні акумуляторів під час пікових навантажень. Додатково акумулятори можуть допомогти стабілізувати вироблення енергії вітровими фермами при флюктуаціях вітру. Ці типи акумуляторів можуть бути використані там, де інші варінти зберігання енергії неприйнятні. Наприклад, гідроакумулювальна електростанція потребує значного простору і водних ресурсів, тоді як сховище енергії на стисненому повітрі потребує деяких геологічних особливостей, таких як сольові печери.
NGK Insulators Ltd.розробляє сховище на натрій-сірчаних акумуляторах у Японії, Франції та США.

### Застосування у космосі
Завдяки високій щільності енергії натрій-сірчані акумулятори запропоновані для використання у космосі. Натрієво-сірчані акумулятори можуть бути виконані за вимогами до виробів космічного призначення, фактично тестовий натрій-сірчаний акумулятор було запущено на космічному човнику. У польоті продемонстровано експериментальний натрієво-сірчаний акумулятор з щільністю енергії 150 Вт·год/кг (втричі більше щільності нікель-водневого акумулятора), з робочою температурою 350 °C. Він був запущений у місії у листопаді 1997 і продемонстрував 10 днів експериментального функціонування на орбіті.

### Транспорт
Перше широкомасштабне використання натрій-сірчаних акумуляторів було у концепткарі Ford "Ecostar" , прототипі електромобіля 1991. Тим не менше, висока температура натрій-сірчаних акумуляторів викликала певні труднощі. Ecostar не був поставлений на виробництво.

## Зовнішні посилання
- US Utility application at American Electric Power
- Sodium–sulfur battery smooths out variable wind power
- Advanced Energy Storage for Renewable Energy Technologies